# Guščarice
Patkarice ili guščarice (lat. Anseriformes) tvore red ptica koji se svrstava u podrazred Neognathae. Grupa sadrži, između ostalih, ptice koje u svakodnevnom jeziku nazivamo guske, patke i labudovi. Patkarice su najvažnija grupa ptica vezanih uz vodu.

## Osobine
Patkarice imaju općenito zbijeno, čvrsto tijelo s relativno malom glavom koja je često smještena na dugačkom vratu. Osim kod Anhimidae, kljunovi su im široki i pljosnati. Vrh ima često zaoštren i vrlo čvrst kako bi ptici olakšao otkidanje biljnog materijala, dok na rubovima ima rožnate "zupce",  lamele, koje pomažu iz vode cijediti jestive dijelove.
Sljedeća karakteristična osobina su plivaće kožice između tri prema naprijed okrenuta prsta, koje su se, međutim, kod porodica Anhimidae i Anseranas semipalmata skoro potpuno povukle. Kao što im već ime govori, služe za brzo kretanje u vodi.
Perje je vodootporno i kod većine ptica, a posebno mužjaka, šareno (vidi: spolni dimorfizam). Ptice imaju na tijelu u predjelu trtice žlijezdu koja stimulirana kljunom luči vodootpornu uljnatu tekućinu koju ptica, čisteći perje, nanosi po njemu cijelim tijelom. U vrijeme mitarenja većina vrsta gubi sve perje istovremeno. U tom su razdoblju ptice vrlo neupadljivo obojene što im služi kao zaštita u tom vremenu kad ne mogu letjeti. Ulogu toplinskog izolatora tada ima paperje i sloj masnoće koji imaju ispod kože.

## Let
Većina patkarica su izvrsni letači; Anser indicus je čak ptica koja leti više od bilo koje druge vrste uopće. Mnoge vrste kao selice prelijeću velike razdaljine između područja gdje se gnijezde i područja gdje prezimljuju. Te udaljenosti mogu biti i više tisuća kilometara.

## Životni okoliš i prehrana
Patkarice uglavnom žive blizu vode, u močvarama, uz ušća i na obalama rijeka ili mora. Neke vrste provode veći dio života na otvorenom moru, a na kopno dolaze samo u vrijeme parenja i podizanja mladih.
Većina se hrani na ili u blizini površine vode, neke rone i hrane se vodenim biljem, dok se naročito guske, labudovi i Anhimidae hrane i na kopnu, pasući travu i drugo bilje. Patkarice redovno gutaju kamenčiće koji im u mišićavom želucu služe kao gastrolit za usitnjavanje hrane.

## Sistematizacija
Red patkarica se dijeli na četiri porodice od kojihje jedna izumrla:
- Anhimidae
- Anseranatidae
- Patke (Anatidae)
- Novozelandske guske (Cnemiornithidae) †

## Vanjske poveznice
|  | Zajednički poslužitelj ima stranicu o temi Anseriformes    |
|  | Zajednički poslužitelj ima još gradiva o temi Anseriformes |
|  | Wikivrste imaju podatke o taksonu Anseriformes             |